# Berlare
Berlare este o comună neerlandofonă situată în provincia Flandra de Est, regiunea Flandra din Belgia. La 1 ianuarie 2008 avea o populație totală de 14.452 locuitori. Comuna Berlare este formată din localitățile Berlare, Overmere și Uitbergen. Suprafața totală a comunei este de 37,82 km². 